# Deggenhauser Tal
Das Gebiet Deggenhauser Tal ist ein mit Verordnung vom 1. Januar 2005 durch das Regierungspräsidium Tübingen nach der Richtlinie 92/43/EWG (Fauna-Flora-Habitat-Richtlinie) angemeldetes Schutzgebiet (Schutzgebietskennung DE-8222-341) im Südosten des deutschen Bundeslandes Baden-Württemberg. Mit Verordnung des Regierungspräsidiums Tübingen zur Festlegung der Gebiete von gemeinschaftlicher Bedeutung vom 5. November 2018 (in Kraft getreten am 11. Januar 2019) wurde das Schutzgebiet festgelegt.

## Lage
Das rund 812 Hektar große Schutzgebiet Deggenhauser Tal gehört naturräumlich zum Oberschwäbischen Hügelland. Seine 16 Teilflächen liegen auf einer Höhe von 472 bis 814 m ü. NHN und erstrecken sich zu 99 Prozent im Bodenseekreis (Deggenhausertal, Heiligenberg, Markdorf, Salem) und zu einem Prozent im Landkreis Sigmaringen (Illmensee).
Die Teilflächen umfassen den Bereich um Deggenhausertal, von Echbeck im Nordwesten bis Untersiggingen im Südosten.

## Lebensräume
Die Vielfalt von trockenen und feuchten Lebensraumtypen mit Offenland- und Waldleberäumen und Felsen ist Zeugnis einer glazialen und postglazialen Landschaftsentwicklung. Das Schutzgebiet zeichnet sich hauptsächlich durch folgende Lebensräume aus: Kunstforste (25 %), Laubwald (24 %), feuchtes und mesophiles Grünland (21 %) und Nadelwald (11 %).

## Schutzzweck
Wesentlicher Schutzzweck ist die Erhaltung des Talzugs der Deggenhauser Aach mit Seitentälern, Talhängen, Randhöhen und einem vielgestaltigen Nutzungsmosaik.

## Flora und Fauna
Pflanzen, die im Anhang II der Richtlinie 92/43/EWG aufgeführt sind:
- Gelber Frauenschuh (Cypripedium calceolus); eine der prächtigsten wildwachsenden Orchideenarten Europas aus der Familie der Orchideen (Orchidaceae)

Tierarten, die im Anhang II der Richtlinie 92/43/EWG aufgeführt sind:
- Amphibien und Reptilien
  - Gelbbauchunke (Bombina variegata), auch Bergunke genannt; gehört innerhalb der Klasse der Amphibien zur „urtümlichen“ Familie Bombinatoridae
- Fische
  - Groppe (Cottus gobio); ein kleiner Süßwasserfisch aus der Familie der Groppen
- Säugetiere
  - Bechsteinfledermaus (Myotis bechsteinii); eine Fledermausart aus der Familie der Glattnasen (Vespertilionidae)

## Zusammenhängende Schutzgebiete
Die folgenden Schutzgebiete sind Bestandteil des FFH-Gebiets Deggenhauser Tal:
| Nr.                       | Name | Ort/e                     | Flächenanteil [%] | Bild |
| ------------------------- | --- | ------------------------- | ----------------- | ---- |
| LSG 4.35.032 LSG 4.37.025 | Höchsten Ein die Landschaft bestimmender Höhenzug auf der europäischen Hauptwasserscheide mit hervorragender Aussicht. | Deggenhausertal Illmensee | 1                 |      |